# Az ismeretlen lány
Az ismeretlen lány (eredeti cím: La fille inconnue vagy The Unknown Girl) 2016-ban bemutatott feliratos, egész estés belga–francia filmdráma, amelyet Luc és Jean-Pierre Dardenne írt és rendezett. A producerei Bart Van Langendonck és Denis Freyd voltak, a főszerepet Adèle Haenel játszotta. 
A Les Films du Fleuve és az Archipel 35 gyártásában, valamint a Cinéart és a Diaphana forgalmazásában 2016. május 18-án debütált a Cannes-i fesztiválon. Belgiumban 2016. október 5-én, Franciaországban 2016. október 12-én, Magyarországon 2016. november 17-én mutatták be a mozikban.

## Szereplők
| Szereplő    | Színész         |
| ----------- | --------------- |
| Jenny       | Adèle Haenel    |
| Bryan       | Louka Minnelli  |
| Julien      | Olivier Bonnaud |
| Bryan apja' | Jérémie Renier  |

## Fordítás
- Ez a szócikk részben vagy egészben  a   The Unknown Girl című angol Wikipédia-szócikk fordításán alapul.  Az eredeti cikk szerkesztőit annak laptörténete sorolja fel. Ez a jelzés csupán a megfogalmazás eredetét és a szerzői jogokat jelzi, nem szolgál a cikkben szereplő információk forrásmegjelöléseként.